# John Love
John Maxwell Lineham Love (Bulawayo, 7 de dezembro de 1924 - Bulawayo, 25 de abril de 2005) foi um automobilista rodesiano que participou de 9 Grandes Prêmios de Fórmula 1 entre 1962 e 1972. Estreou na categoria aos 38 anos, no GP da África do Sul de 1962. Seu melhor resultado foi o segundo lugar na etapa de 1967, onde conquistou os únicos pontos de sua carreira.
Entre 1962 e 1965, Love, que disputou apenas uma corrida fora da África - o GP da Itália de 1964, onde não conseguiu classificação - ainda disputou mais 6 GP's da África do Sul entre 1967 e 1972, o último aos 47 anos de idade. Em 25 de abril de 2005, aos 80 anos, o ex-piloto faleceu em Bulawayo, mesma cidade onde havia nascido.